# Si yo fuera rico
Si yo fuera rico (bra: Se Eu Fosse Rico) é um filme de comédia romântica espanhol dirigido por Álvaro Fernández Armero e lançado em 15 de novembro de 2019. A produtora do filme é a Telecinco Cine e o distribuidor espanhol é a Paramount Pictures Spain. Tem um orçamento de 4,4 milhões de euros e uma arrecadação de 12,5 milhões de euros.
O filme foi rodado em Madri e Astúrias, cidade natal da atriz Paula Echevarría, que não teve problemas em admitir que estava animada com a ideia de filmar em casa.
É um remake do filme francês de 2002 Ah! Si j'étais riche.

## Sinopse
Santi é um jovem com problemas financeiros e uma vida desestruturada, principalmente devido ao divórcio que está para morar com sua esposa. Porém, um dia ele decide entrar no mundo da loteria e, de um dia para o outro, fica rico. No entanto, a vida não será resolvida de uma vez. Além disso, também não poderá explicar isso aos seus amigos e parceiros. Com esta situação, Santi tentará aproveitar ao máximo o seu dinheiro e tentará gastá-lo com cautela e de forma oculta, para que as pessoas ao seu redor não descubram.

## Elenco
- Álex García Fernández como Santi.
- Alexandra Jiménez como Maite.
- Jordi Sánchez como Damián.
- Adrián Lastra como Marcos.
- Paula Echevarría como Lorena.
- Diego Martín como Mario.
- Franky Martín como Pedro.
- Antonio Resines como Miguel.
- Isabel Ordaz como Laura.
- Gorka Lasaosa como Havaí.
- Bárbara Santa-Cruz como Begoña.
- María de Nati como Tania.
- Julio Vélez como Raúl.
- Lydia Ramírez como Cristina.
- Óscar Higares como Rómulo.
- Beatriz Rico como caça-talentos.
- Juan Carlos Martínez Antuña como ex-aluno.
- Aritz Aramburu como Aritz Aramburu.
- Juan Llobregat como Pelayo.